# Myrsine oligophylla
Myrsine oligophylla är en viveväxtart som beskrevs av Zahlbruckner. Myrsine oligophylla ingår i släktet Myrsine och familjen viveväxter. Inga underarter finns listade i Catalogue of Life.